# 코리아체조
코리아체조는 대한민국의 체조로, 2014년 초부터 한국스포츠개발원이 개발하기 시작한 체조였다. 하지만, 늘품체조가 채택되었으며 코리아체조는 폐지되었다.